# Tietze Jenő
Msgr. Tietze Jenő (MSGR), (Nagybecskerek, 1938. december 5. –) vajdasági magyar római katolikus lelkész, teológus.

## Élete és feladatai

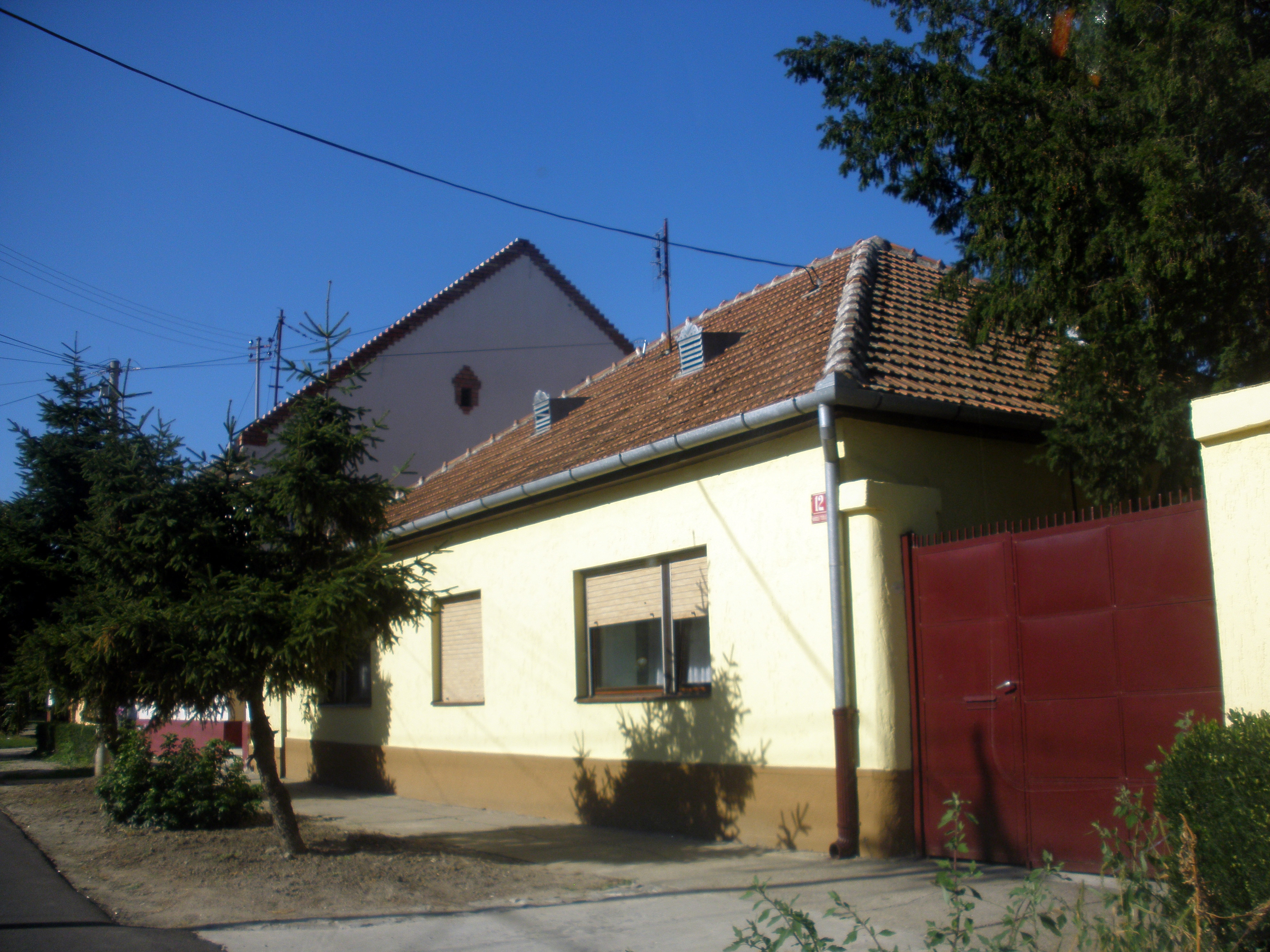
Tietze Jenő szülőháza Nagybecskereken

Szülei Tietze Antal és László Margit. 1963. december 8-án Nagybecskereken szentelték pappá.
Milyen nehéz körülmények közt élt, tanult és működött mint teológus és fiatal pap, olvasható legidősebb bánáti pap könyvében.
Ideiglenes lelkész Nagybecskereken (1964), lelkész Versecen (1965), majd ismét Nagybecskereken (1967). Plébános Nagybecskereken (1974–2009), tagja a Társas Bíróságnak: Ügyész (1978–88), püspöki tanácsnok (1983–), általános püspöki helynök (1988–2007. június 30.). Jugoszláv majd Szerbia Máltai Szeretetszolgálatának lelkésze (1993–2009). Egyházmegyei kormányzó személyes megbízottja 2007. szeptember 7.–2008. július 5.) Általános helynök (2007-2008). Ideiglenes püspökségi gazdasági igazgató (1988–2009). Őszentsége tiszteletbeli prelátusa 1989. január. 14. A Jeruzsálemi Templomos Lovagrend lovagja és commendatora (2004–). A temesvári Szent György székesegyház káptalanának tiszteletbeli kanonoka (2006–). Apostoli protonotárius 2006. január 16. Nyugállományba helyezve (2009-). Segédlelkész Szentmihályon (2009–2013). Barátja Jelen Janez.

### Tanulmányi végzettsége
- Állami Magyar Főgimnázium Nagybecskerek (1949-1957)
- Hittudományi Kar Zágráb (1957-1965) diploma 1965

### Polgári tevékenysége
A Jugoszláv Máltai Szeretetszolgálat lelki vezetője 1993-2009-ig.

## Díjai, elismerései
- Hűség a Hazához Érdemkereszt (1996)
- 1956-os Magyar Szabadságharc Érdemkereszt I. fokozat (1999)
- Mocsáry Lajos-díj (2001)
- Aracs-díj (2002)
- Szuverén Máltai Lovagrend kitüntetése (2003)
- A Magyar Érdemrend lovagkeresztje (2020)